# Perusia simplicior
Perusia simplicior là một loài bướm đêm trong họ Geometridae.